# Vignieu
Vignieu település Franciaországban, Isère megyében. Lakosainak száma 961 fő (2022. január 1.). Vignieu Dolomieu, Montcarra, Saint-Chef, Sermérieu, Vasselin és Vézeronce-Curtin községekkel határos.

## Népesség
A település népessége az elmúlt években az alábbi módon változott:
| Lakosok száma | 412  | 502  | 592  | 820  | 993  | 1033 | 1015 | 973  | 959  | 961  |
|               | 1968 | 1982 | 1990 | 2006 | 2013 | 2015 | 2017 | 2019 | 2020 | 2022 |